# Důl Greenbushes
Důl Greenbushes je největším dolem na těžbu lithia v Austrálii a jedním z největších zdrojů tohoto kovu na světě. Povrchový důl, vlastněný společností Talison Lithium a provozovaný pod názvem "Greenbushes Lithium Operations", leží při jižním okraji městečka Greenbushes ve stejnojmenném hornickém revíru v okrese Bridgetown-Greenbushes (Bridgetown-Greenbushes shire) v Západní Austrálii.

## Geologie
Pegmatity v oblasti Greenbushes se vyznačují výskytem vzácných kovů, jako je tantal, cesium a lithium. Ložisko, jehož stáří se odhaduje na 2 525 miliónů let, je zhruba 3 km dlouhé a 300 metrů široké. Samotná oblast výskytu spodumenu má podobu čočkovitého ložiska o velikosti cca 2 km, kde spodumen, obsahující lithium, místy tvoří až 50% horniny.

## Historie
Vznik hornického městečka Greenbushes je spojen s těžbou cínu, která byla v této lokalitě zahájena v roce 1888. Od 40. let 20. století byla zdejší rudní ložiska využívána pro těžbu tantalu. V roce 1983 byla zahájena příprava těžby lithia a od roku 1985 je zde tato surovina těžena průmyslově.

## Produkce
Ruda, obsahující Li2O, je zpracovávána ve dvou závodech společnosti Talison Lithium, kde jsou pomocí flotace a dalších chemických a mechanických procesů vyráběny lithné koncentráty. Zásoby ložiska jsou odhadovány na 70,4 miliónů tun spodumenu o obsahu 1,2% lithia, což představuje 850 000 tun lithia. V roce 2017 ve srovnání s předchozím rokem celková roční produkce lithia v Austrálii vzrostla o 4 700 tun, zatímco někteří největší světoví producenti, jako je Argentina a Chile, zaznamenali mírný pokles.